# 유보라 (성우)
유보라(1985년 3월 26일 ~ )은 대한민국의 성우로, 2013년 교육방송 성우극회 공채 23기로 입사했다.

## 학력
- 용남고등학교(졸업)
- 홍익대학교(학사)

## 출연작

### 다큐 및 교양
- 내셔널 지오그래픽 - 환상의 짝꿍
- EBS EIDF 개막식 및 폐막식
- EBS 교육대토론
- EBS 교육리포트 ON
- EBS 싱글 10분 요리
- EBS 필독서
- EBS 다큐 오늘
- EBS 부모
- EBS 책.갈.피
- EBS 최고의 요리비결
- EBS 특강
- 2013.11.27 EBS 다큐 10+ <치명적인 재앙 - 지진>
- 2014.01.02 EBS 신년특집 <세계 은행 김용 총재가 말하는 글로벌 인재의 조건>
- 2014.04.19 EBS 세계의 눈 <보스턴 마라톤 폭탄테러>
- 2014.05.04 EBS 일요필러2 <명산을 오르다 - 오스트리아 최고봉, 그로스글로크너산>
- 2014.05.11 EBS 세계의 눈 <셰익스피어는 누구인가?>
- 2014.05.14 EBS 다큐 오늘 <인간을 위한 개> - 해설
- 2014.05.15 EBS 다큐 오늘 <내 이름은 개> - 해설
- 2014.05.18 EBS 세계의 눈 <대자연 속으로 - 글레이셔 국립공원>
- 2014.06.07 EBS 세계의 눈 <브라질 - 강대국을 향한 열정>
- 2014.08.10 EBS 세계의 눈 <가난한 이들의 이웃, 교황 프란치스코>
- 2014.08.23 EBS 세계의 눈 <환경오염 제로에 도전하라>
- 2014.09.12 EBS 포커스 <제2회 동경> - 해설
- 2014.10.10 EBS 포커스 <제6회 두려움> - 해설
- 2014.11.14 EBS 포커스 <제7회 공감> - 해설
- 2014.12.12 EBS 포커스 <특집 나를 지키는, 수영안전교육> - 해설
- 2015.01.12 EBS 다큐 오늘 <로봇을 꿈꾼 천재, 레오나르도 다빈치>
- 2015.01.23 EBS 포커스 <제16회 우월감 - 열등감> - 해설
- 2015.02.06 EBS 포커스 <제18회 사랑> - 해설
- 2015.02.21 EBS 세계의 눈 <생체 인식 기술, 어디까지 왔나?>
- 2015.04.11 EBS 세계의 눈 <공포의 회오리바람, 토네이도>
- 2015.05.24 EBS 세계의 눈 <위기의 지구 - 1부 지구 온난화>
- 2015.05.31 EBS 세계의 눈 <위기의 지구 - 2부 초대형 지진>
- 2015.06.07 EBS 세계의 눈 <위기의 지구 - 3부 화산 폭발>
- 2015.06.14 EBS 세계의 눈 <위기의 지구 - 4부 슈퍼 태풍>
- 2015.07.24 EBS 금요필러 <다시 보는 미국 - 푸드 머신>
- 2015.08.07 EBS 금요필러 <다시 보는 미국 - 에너지 시스템 (1)>
- 2015.08.21 EBS 금요필러 <다시 보는 미국 - 교통 시스템>
- 2015.10.10 EBS 금요필러 <다시 보는 미국 - 에너지 시스템>
- 2015.12.29 EBS <엄마가 간다 - 생존수영보고서> - 해설
- 2016.02.13 EBS 세계의 눈 <자원의 미래 - 도시 광산업>
- 2016.04.23 EBS 세계의 눈 <위기의 지구 - 초대형 지진>
- 2016.04.24 EBS 세계의 눈 <위기의 지구 - 화산 폭발>
- 2016.05.21 EBS 세계의 눈 <생매장의 공포, 싱크홀>
- 2016.06.18 EBS 세계의 눈 <진화의 역사, 지능이 생기기까지 제1장 생각하는 공룡>

### 애니메이션
- EBS Math (EBS) - 세미
- 과학탐정 시드 (EBS)
- 꼬마철학자 휴고 (EBS)
- 내 친구 아서 (EBS)
- 몬카트 (EBS) - 픽시, 위그드라실
- 두키 탐험대 (EBS)
- 딩동댕 유치원 (EBS)
- 만점왕 (EBS)
- 미라큘러스: 레이디버그와 블랙캣 (EBS) - 비서
- 미술 탐험대 (EBS)
- 띠띠뽀 띠띠뽀 (EBS) - 엄마
- 발명이 팡팡 (EBS)
- 강철소방대 파이어로보 (EBS) - 동우
- 생방송 톡톡! 보니하니 (EBS)
- 모피와 친구들 (EBS)
- 소피루비 (EBS) - 하니
- 꿈의 왕국 소피 루비 (SBS) - 하니
- 역사 e 뉴스 (EBS)
- 위인극장 (EBS)
- 초능력 특공대 (EBS)
- 초등,융합 사고력 수학UP (EBS)
- 튼튼 쑥쑥 얄라차 (EBS)
- 핫도그 (EBS)
- 허풍선이 과학쇼 (EBS)
- Go! 프린세스 프리큐어 (대원방송) - 유은하(큐어 트윙클)
- 디지몬 고스트 게임 (재능TV) - 칼마라몬
- 반짝반짝 캐치! 티니핑 (재능TV) - 토닥핑
- 프린세스 바리 (MBC) - 모모, 꼬마

### 라디오
- 라디오 역사극장 (EBS)
- 음악이 흐르는 책방 (EBS)
- 시 콘서트 (EBS)
- 어른을 위한 동화 (EBS)
- 고전읽기 (EBS)
- 라디오 인물열전 (EBS)
- 소설마당 판 (EBS)
- EBS 북 카페 (EBS)
- 주제가 있는 책방 (EBS)
- 국어 교과서 작품 낭독 (EBS)
- 초급 중국어 (EBS)
- 2013.08.19 ~ 2013.08.23 EBS 라디오 소설 노경실 作 철수는 철수다 - 친척 아주머니, 중학생
- 2013.10.10 ~ 2013.10.19 EBS 라디오 인물열전 (EBS) 안토니우 가우디 - 칼베트 부인
- 2013.10.24 ~ 2013.11.02 EBS 라디오 인물열전 (EBS) 마더 테레사 - 안나
- 2013.11.07 ~ 2013.11.16 EBS 라디오 인물열전 (EBS) 베토벤 - 브로이닝 부인
- 2013.11.21 ~ 2013.11.30 EBS 라디오 인물열전 (EBS) 프리다 칼로 - 어머니
- 2013.12.19 ~ 2013.12.28 EBS 라디오 인물열전 (EBS) 어니스트 섀클턴 - 에밀리
- 2014.01.02 ~ 2014.01.11 EBS 라디오 인물열전 (EBS) 마틴 루터 킹 - 코레타 스콧 킹
- 2014.01.16 ~ 2014.01.25 EBS 라디오 인물열전 (EBS) 찰리 채플린 - 우나 오닐
- 2014.01.30 ~ 2014.02.08 EBS 라디오 인물열전 (EBS) 오드리 햅번 - 엄마 엘라
- 2014.02.13 ~ 2014.02.22 EBS 라디오 인물열전 (EBS) 빈센트 반고흐 - 요한나
- 2014.02.27 ~ 2014.03.08 EBS 라디오 인물열전 (EBS) 넬슨 만델라 - 위니
- 2014.03.13 ~ 2014.03.22 EBS 라디오 인물열전 (EBS) 앙투안 드 생텍쥐페리 - 레스토랑주 이모
- 2014.03.27 ~ 2014.04.05 EBS 라디오 인물열전 (EBS) 윤동주 - 친구 外
- 2014.04.10 ~ 2014.04.19 EBS 라디오 인물열전 (EBS) 로댕 - 까미유 끌로델
- 2014.04.24 ~ 2014.05.02 EBS 라디오 인물열전 (EBS) 이사도라 던컨 - 유모 外
- 2014.05.08 ~ 2014.05.17 EBS 라디오 인물열전 (EBS) 이태석 - 존 外
- 2014.11.17 ~ 2014.12.13 EBS 낭독A (EBS) 이명랑 作 삼오식당
- 2014.12.15 ~ 2015.01.10 EBS 낭독A (EBS) 미치앨봄 作 모리와 함께한 화요일
- 2015.01.12 ~ 2015.02.07 EBS 낭독A (EBS) 에쿠니 가오리 作 냉정과 열정사이 Rosso 아오이편
- 2015.03.02 ~ 2015.03.28 EBS 낭독A (EBS) 애거서 크리스티 作 그리고 아무도 없었다
- 2015.03.30 ~ 2015.04.25 EBS 낭독A (EBS) 윌리엄 아이리시 作 환상의 여인
- 2015.04.06 ~ 2015.04.25 EBS 낭독A (EBS) 오천석 作 노란 손수건
- 2015.04.27 ~ 2015.05.23 EBS 낭독A (EBS) 아서 코난 도일 作 셜록 홈즈 배스커빌가의 개 外 단편 모음

### 오디오 드라마
- 당신의 기다리는 여우 - 아린
- 삼학연의 <삼학극장 - 바보들의 방학식> (노블엔진) - 예리엘
- 우리집 아기고양이 X 그래도 봄은 온다 (노블엔진) - 설이
- 죽어도 좋아 (VoiceStory) - 이루다
- 죽어도 좋아2 (VoiceStory) - 이루다
- 과거의 여친님이 나에게 미소를 건네왔다 - 크리스티나 벨렌
- 말할 수 없는 남매 (VoiceStory) - 고준
- 쿠베라 (VoiceStory) - 브릴리스, 리체

### 게임
- 그랜드체이스 - 칼리아 엘드펠
- 리그 오브 레전드 (한국서버) - 킨드레드
- 몬스터 스트라이크
- 밀리언 아서 - 메이
- 오버히트 - 위시
- 세븐나이츠 - 오를리, 라니아, 클레오
- 여신의 키스 - 에밀리, 세실레니에, 율리아림, 진
- 발키리 컨플릭트
- 아르베도 스페라 - 아모리
- 헤일로
- 당신을 기다리는 여우 - 아린
- 당신을 기다리는 여우 化 - 아린

### 기타
- 네비게이션 (2017 ~ 현재) SKT맵 안내 음성

### 광고
- 페이스 북
- 그린핑거 썬
- 대한민국 국회
- 부산연지 꿈에그린

## 같이 보기
- 교육방송 성우극회

## 수상
- 2014년 한국방송대상 성우 내래이션상